# L & R Roadsters
L & R Roadsters war ein britischer Hersteller von Automobilen.

## Unternehmensgeschichte
Les Hunt und Ray Beech gründeten 1993 das Unternehmen in Bobbington in der Grafschaft Staffordshire. Sie begannen mit der Produktion von Automobilen und Kits. Der Markenname lautete L & R. 2002 endete die Produktion. Insgesamt entstanden etwa drei Exemplare.
Replicator Sports Cars setzte die Produktion ab 2008 fort.

## Fahrzeuge
Das einzige Modell war der 3. Dies war die Nachbildung des Triumph TR 3. Die Basis bildete ein Spaceframe-Rahmen aus Stahl. Darauf wurde eine offene Karosserie aus Fiberglas montiert. Viele Teile, so auch der Motor, kamen von Ford.